# Matías Toma
Matías Toma Pérez (Montevideo, 14 febbraio 1995) è un ex calciatore uruguaiano, di ruolo difensore.

## Carriera

### Club
Cresciuto nelle giovanili del Liverpool (M), ha esordito il 13 settembre 2014 in un match vinto 3-0 contro il Torque.

### Nazionale
Nel 2015 con la nazionale Under-20 uruguaiana ha preso parte al campionato sudamericano, disputando una partita.

## Statistiche

### Presenze e reti nei club
Statistiche aggiornate al 6 gennaio 2017.
| Stagione        | Squadra          | Campionato      | Campionato | Campionato | Coppe nazionali | Coppe nazionali | Coppe nazionali | Coppe continentali | Coppe continentali | Coppe continentali | Altre coppe | Altre coppe | Altre coppe | Totale | Totale | Totale |
| Stagione        | Squadra          | Comp            | Pres       | Reti       | Comp            | Pres            | Reti            | Comp               | Pres               | Reti               | Comp        | Pres        | Reti        | Pres   | Reti   |        |
| --------------- | ---------------- | --------------- | ---------- | ---------- | --------------- | --------------- | --------------- | ------------------ | ------------------ | ------------------ | ----------- | ----------- | ----------- | ------ | ------ | ------ |
| 2014-2015       | Liverpool (M)    | SD              | 15         | 1          |                 | -               | -               |                    | -                  | -                  |             | -           | -           | 15     | 1      |        |
| 2015-2016       | Miramar Misiones | SD              | 9          | 0          |                 | -               | -               |                    | -                  | -                  |             | -           | -           | 9      | 0      |        |
| 2017            | Liverpool (M)    | PD              | 4          | 0          |                 | -               | -               | CS                 | 1                  | 0                  |             | -           | -           | 5      | 0      |        |
| Totale carriera | Totale carriera  | Totale carriera | 28         | 1          |                 | -               | -               |                    | 1                  | 0                  |             | -           | -           | 29     | 1      |        |

## Palmarès
- Segunda División Profesional de Uruguay: 1

Liverpool (M): 2014-2015